# Sam Most
Samuel (Sam) Most (Atlantic City (New Jersey), 16 december 1930 – Los Angeles (Californië), 13 juni 2013) was een Amerikaanse fluitist, tenorsaxofonist en klarinettist die cool jazz en bebop speelde. Als jazzfluitspeler wordt hij beschouwd als een pionier; jazzauteur Leonard Feather noemde hem de eerste echte creatieve fluitist in de jazz. Hij was een broer van Abe Most.
Most speelde in de jaren veertig in de bigbands van Tommy Dorsey (1948), Boyd Raeburn en Don Redman. In 1953 maakte hij zijn eerste plaatopnamen als leider. De albums die hij in de jaren vijftig maakte vestigden zijn reputatie als een groot fluitist. In de periode 1959-1961 werkte hij bij de bigband van Buddy Rich, daarna vertrok hij naar Los Angeles, waar hij als studiomuzikant aan de slag ging. Hij speelde in lokale clubs en nam in de jaren zeventig verschillende platen op voor Xanadu Records.
Most heeft als sideman meegespeeld op opnames van onder meer Teddy Charles, Chris Connor, Chubby Jackson, Ray Charles, Ray Brown, Tal Farlow en Lalo Schifrin. Eind 2011 toerde hij met het trio van pianist Rein de Graaff, daarna nam de groep een album op, Indian Summer (2012).
Herbie Mann, Roland Kirk en Hubert Laws noemden Most een belangrijke invloedsbron.
Edmond Goff maakte in 2001 een documentaire over Most, Sam Most-Jazzflutist.
Most was aanhanger van het bahaigeloof. Hij overleed op 82-jarige leeftijd aan de gevolgen van kanker.

## Discografie (selectie)
- Introducing a New Star, Prestige, 1953
- Sam Most, Debut Records, 1954
- The Mann With the Most (Herbie Mann-Sam Most Quintet), 1955 (Rhino Records, 1999)
- Sam Most, Vanguard, 1955
- Musically Yours, Bethlehem Records, 1956
- Plays Bird, Monk and Miles, Bethlehem Records, 1957
- Sam Most With Strings, Bethlehem Records, 1958
- The Amazing Mr. Sam Most, Bethlehem Records, 1959
- Mostly Flute, Xanadu Records, 1976
- Flute Flight, Xanadu Records, 1976
- But Beautiful, Catalyst Records, 1976
- From the Attic of My Mind (met o.m. Kenny Barron en George Mraz), Xanadu Records, 1978
- Flute Talk, Xanadu Records, 1979
- A Ray Brown 3 (trio met Ray Brown, Monty Alexander en Most), Concord, 1983
- Any Time, Any Season, Innovation Records, 1987
- Mort Weiss Meets Sam Most (live-opnames), SMS Jazz, 2006
- Mort Weiss Meets Bill Cunliffe (met Most), SMS Jazz, 2011
- Indian Summer (met Rein de Graaff Trio), Timeless, 2012